# E-2 (plataforma de satélite)
E-2, é a designação de uma plataforma de espaçonave multimissão desenvolvida pelo OKB-1, tendo sido usada na segunda leva de espaçonaves do Programa Luna. Foi desenvolvida uma segunda variante com algumas melhorias chamade de E-2A, sendo esta a efetivamente usada.

## Cronologia
Todos os lançamentos foram efetuados por foguetes Luna. 
- Luna E-2A No.1 - 18 de junho de 1959 - Sucesso, fotografias do lado oculto da Lua, Luna 3.